# Dzidowa (szczyt)
Dzidowa – szczyt położony w Bieszczadach, w paśmie Wysokiego Działu, na południowy wschód od wsi Bystre. Jego wysokość wynosi 713 m n.p.m. Wznosi się przy potoku Jurczakowa. Na północnym stoku góry 7-12 lutego 1915 miała miejsce historyczna bitwa. Na południowy zachód od szczytu wznosi się Patryja. Na północnym stoku mieszczą się dwie trasy narciarskie: Czerwona (920 m) i Niebieska (420 m). Dzidowa jest szczytem zalesionym. Żaden ze szlaków turystycznych nie przebiega przez szczyt. Szczyt znajduje się na granicy Ciśniańsko-Wetlińskiego Parku Krajobrazowego.

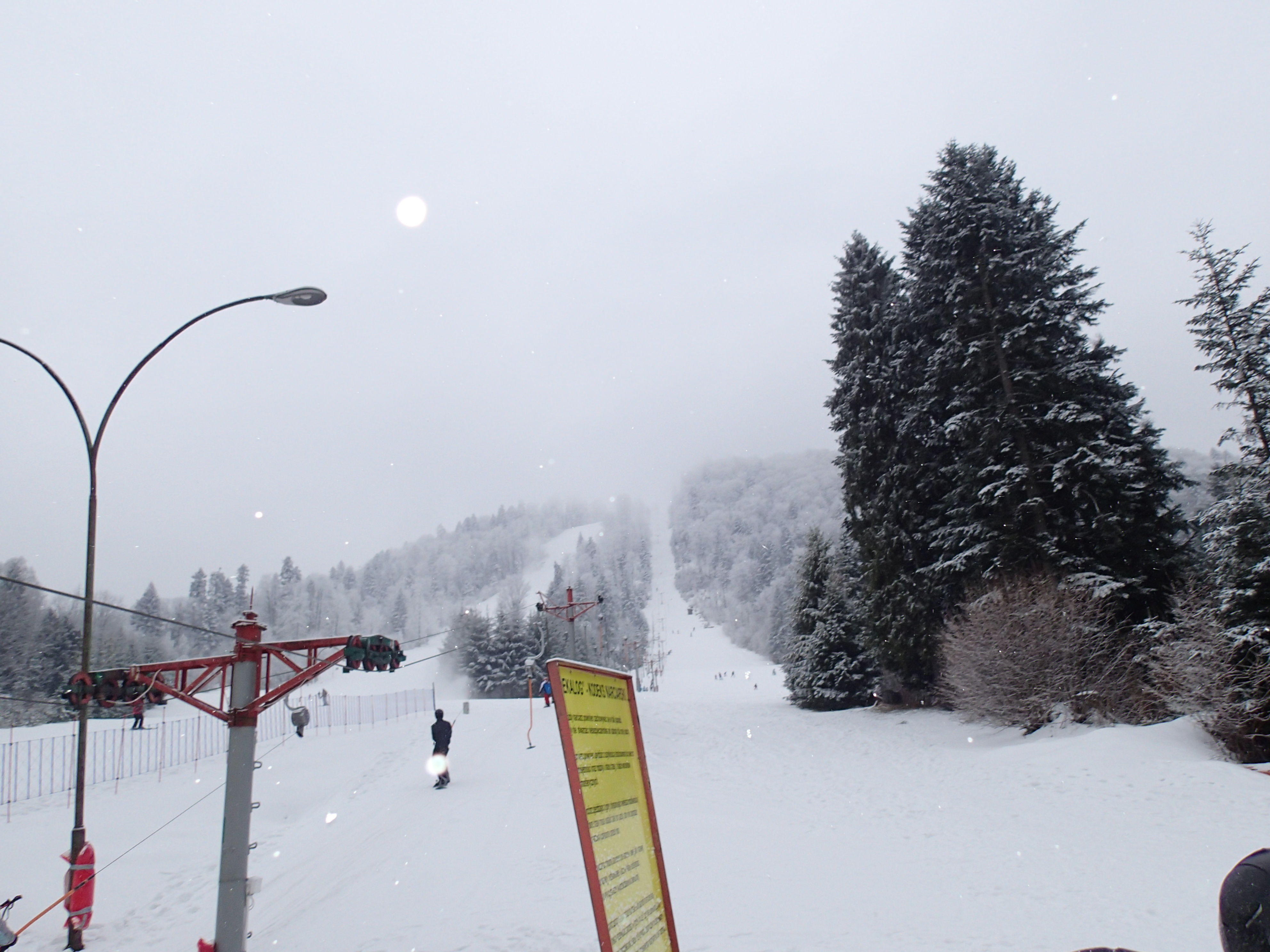
Widok na szczyt Dzidowa z końca wyciągu
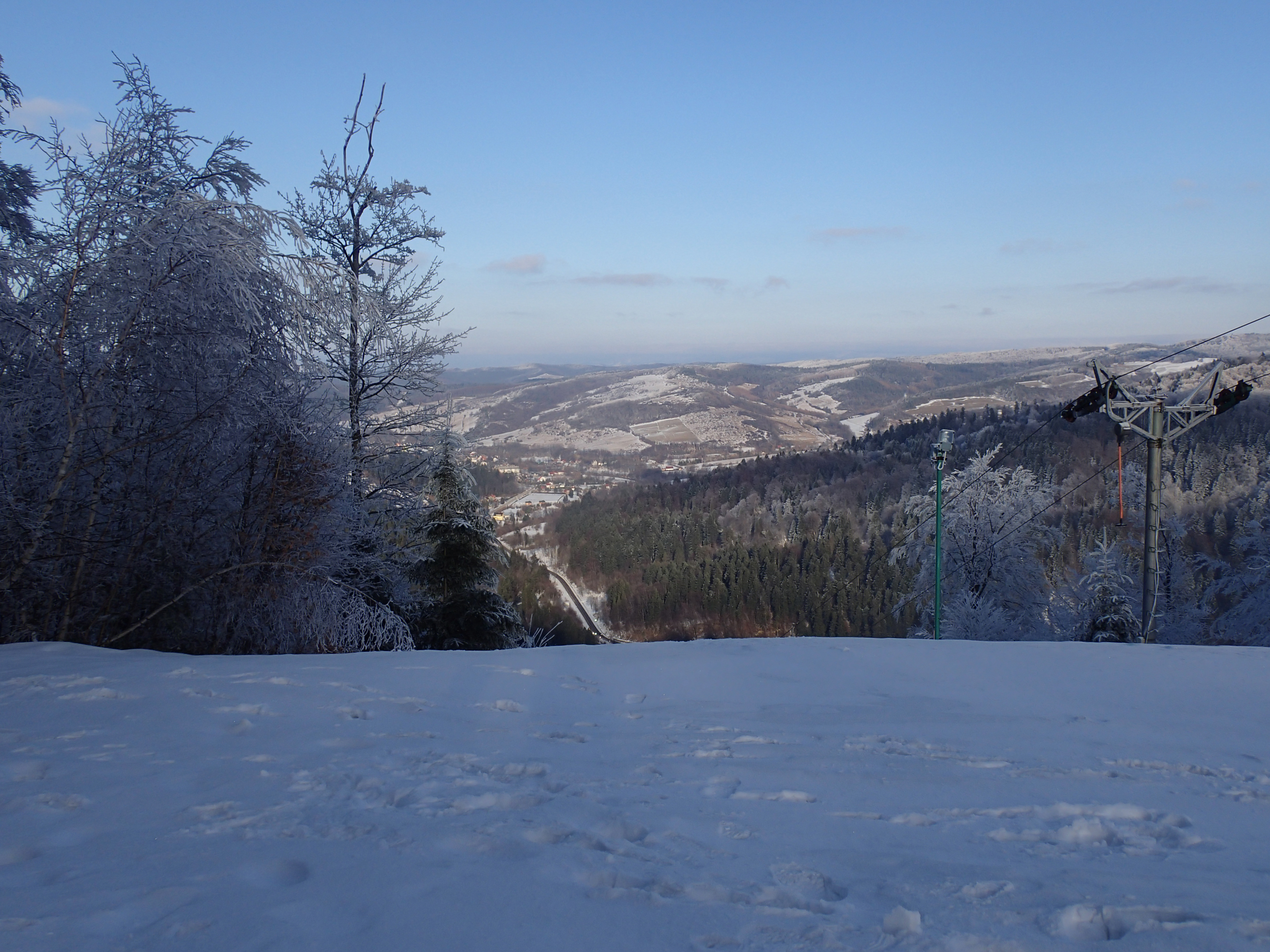
Widok ze szczytu Dzidowa na Baligród